# زلتسن
زلتسن (به آلمانی: Selzen) یک شهر در آلمان است که در ماینتس-بینگن واقع شده‌است. زلتسن ۱٬۵۷۳ نفر جمعیت دارد.